# Grafikskolan Forum

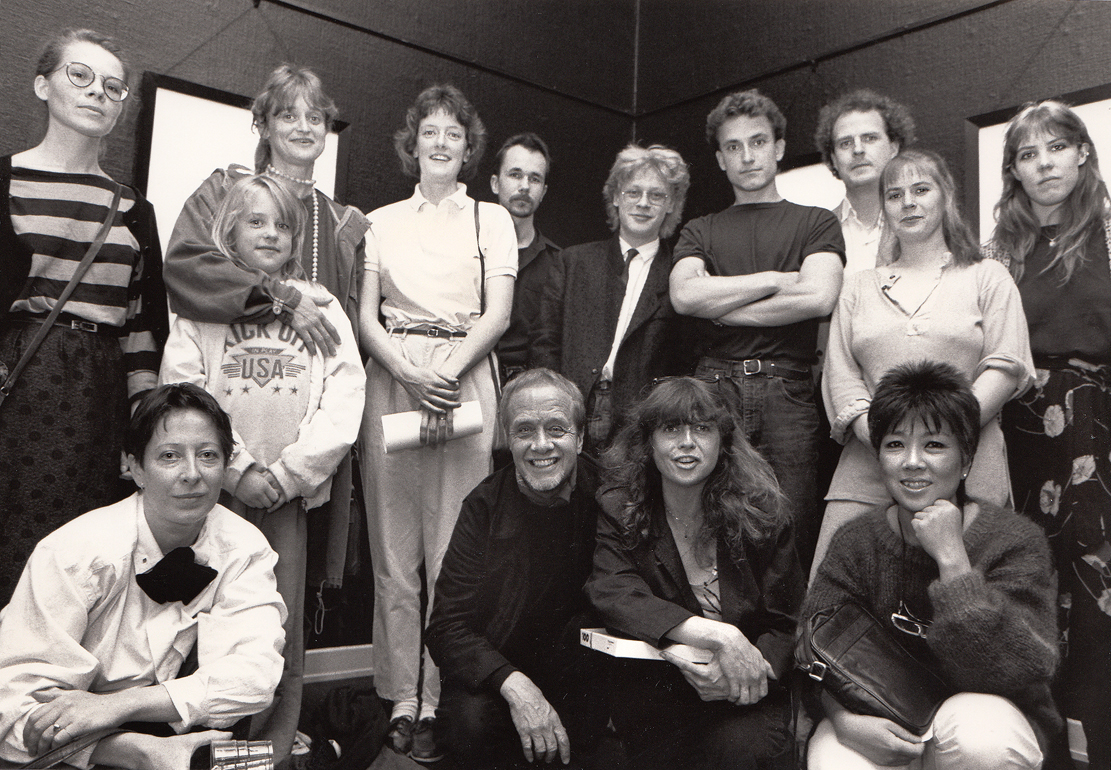
Grafikskolan Forum inför en utställning på Malmö Museum 1987. Stående fr v Johanna Liedes, Ann Pontén, Antje Nilsson, Roger Forslund, Magnus Lundh, Håkan Berg, Arnold Hagström, Maria Olausson, Ann-Britt Gyllin Sittande fr v Krystyna Pietrowska, Bertil Lundberg, Ingela Blomquist och Minako Masui.

Grafikskolan Forum i Malmö var en skola för yrkesutbildning inom grafisk konst 1964-1995. Huvudmän var ABF, Östra Grevie folkhögskola och Malmö stad. Den leddes från starten fram till 1991 av Bertil Lundberg och blev i hög grad hans verk. När Malmö Konsthögskola öppnade 1995 upphörde Grafikskolan Forum och eleverna fördes över till Konsthögskolan.

## Bakgrund
Våren 1964 uppvaktade en grupp konstnärer ABF i Malmö med önskemål om att studieförbundet skulle starta en utbildning i olika grafiska tekniker för konstnärer. ABF drev sedan 1961 Målarskolan Forum men någon grafikutbildning fanns inte i södra Sverige. ABF ställde sig positiv till förslaget och man kontaktade konstnären och grafikern Bertil Lundberg och erbjöd honom att bli lärare. Denne var intresserad men ställde som villkor att utbildningen skulle bli klart mer avancerad än vad ABF hade tänkt sig. Lundberg ville skapa en flerårig yrkesutbildning för grafiska konstnärer. Så blev det och den 9 oktober 1964 öppnade Grafikskolan Forum på Stora Nygatan 55 i Malmö. I lokalerna hade tidigare funnits en klichéanstalt där Lundberg hade arbetat.
Bertil Lundberg (1922-2000) började som fjortonåring att arbeta på Köhlers klichéanstalt i Malmö och fortsatte sedan som kemigraf, bland annat tio år på Skånska Dagbladet. Genom sitt arbete skaffade han sig ett gediget kunnande inom olika grafiska tekniker. Parallellt utbildade han sig konstnärligt på Skånska målarskolan och i Paris. Han debuterade som konstnär 1954. Samma år blev han medlem i konstnärsgruppen Imaginisterna i Malmö.

## Lokaler
Grafikskolan Forum startade 1964 med en dagkurs och en kvällskurs med tolv elever i varje kurs. I lokalerna på Stora Nygatan fanns inredning från tiden som klichéanstalt kompletterad med materiel som ABF hade ordnat och Lundbergs egen grafiska utrustning, alltså pressar m.m. Eleverna hade tillgång tillgång till lokalerna tre dagar i veckan, de övriga dagarna fungerade de som Lundbergs ateljé. Redan 1967 tvingades man att flytta till nya lokaler på Rundelsgatan 23 (den före detta Ohmska fotoateljén) eftersom den gamla byggnaden skulle rivas. Nya pressar tillkom, en ny kopparpress och en litopress skänkt av PLM. 1971 flyttade man igen, nu till kulturkvarteret S:t Gertrud på Norra Vallgatan 16. Efter ännu en flytt 1975, denna gång inom fastigheten, fick man permanenta och välutrustade lokaler för koppartryck, litografi, serigrafi, akvatint, fototeknik m.m.

## Utbildningen
Intagningen skedde med hjälp av insända arbetsprover och intervjuer. Bland eleverna fanns både nybörjare och etablerade konstnärer som ville lära sig grafik. Eleverna förutsattes kunna teckna när de började på skolan. Från början var utbildningen tänkt att vara treårig, men tiden utökades efter hand till fem år. Lundberg hade hämtat inspiration från grafikskolan Atelier 17 i Paris och dess ledare S. W. Hayter. Liksom Hayter gav Lundberg sina elever mycket stor frihet och utbildningen byggde på att eleverna tog egna initiativ. Lundberg kom med förslag men försökte inte styra eleverna i någon viss riktning. Det fanns inga skrivna läroplaner och gavs ingen direkt teoretisk undervisning, men eleverna kunde delta i Målarskolan Forums föreläsningar.
Eleverna lärde sig både konstnärskap och hantverk. Arbetssättet var på det viset förankrat i en europeisk verkstadstradition, men det var ovanligt i svenskt grafikliv i början av 1960-talet. Elevernas självständiga sökande och fria experiment uppmuntrades. Under de fem utbildningsåren fick eleverna arbeta praktiskt med de olika grafiska teknikerna och många elever blev tekniskt mycket skickliga. De yngre eleverna lärde sig av de äldre, av sina misstag och förstås av läraren. Från början var skolan främst inriktad mot koppargrafik, men från 1975 gav andra lärare handledning i litografi och serigrafi och från 1981 även i fotografiska tekniker.

Årligen arrangerades elevutställningar, såväl i Malmö som på många andra orter i Sverige och utlandet. Detta gav eleverna praktiska erfarenheter av att ordna utställningar, att ta kontakt med gallerier och institutioner och att sälja sina verk.
| ”                  | Visst är grafiken ett äventyr. Men absolut ingen magi och det finns ingen anledning att konstra till det. Allting går lyckligtvis inte att dirigera och det oförutsedda ska man lära sig att ta till vara. Jag skriver gärna under på Paul Klees uttalande om att slumpen är ens bästa bundsförvant, sedan man väl lärt sig tygla den. | „ |
| – Bertil Lundberg, | |   |

## Ekonomi
Ekonomin var ett bekymmer för eleverna. Så länge ABF stod som huvudman kunde eleverna inte få statliga studiemedel. De måste dessutom betala en terminsavgift (vid starten 1964 290 kr.) till ABF och fick själva bekosta förbrukningsmaterial. 1976 tog Östra Grevie folkhögskola över huvudmannaskapet och eleverna kunde därmed få studiemedel och terminsavgiften försvann. Under alla år fick Grafikskolan ekonomiskt stöd från Malmö stad som stod för lokalkostnaderna. Trots att skolan med tiden blev allt mer välutrustad kunde dess resurser inte mäta sig med konsthögskolorna i Stockholm eller Köpenhamn. Resultatmässigt ansågs den däremot stå på en mycket hög nivå och många av dess elever kom att tillhöra Sveriges främsta grafiker.

## Malmö konsthögskola
Bertil Lundberg lämnade Grafikskolan Forum 1991 och efterträddes som huvudlärare av Jan Dahlgren. Denne hade själv gått på skolan 1974-1979 och han fortsatte att driva den i samma anda som den haft under Lundbergs tid. När Malmö konsthögskola öppnade 1995 upphörde Grafikskolan Forum. Det hade då gått drygt 250 elever på skolan sedan starten. De kvarvarande eleverna fördes över till högskolan. Där hamnade grafikutbildningen snart på undantag eller upphörde helt, trots vida bättre ekonomiska resurser.
| ”                                              | Jag skulle beskriva det som en stor sorg att [Grafikskolan Forum] försvann från kartan. Den var otroligt viktig för det konstnärliga klimatet… | „ |
| – Jean Michael Schmidt, Litografiska akademin, | |   |

## Elever vid Grafikskolan Forum (urval)
Totalt gick drygt 250 elever på Grafikskolan Forum.
| - Jenny Ahlner - Åsa Maria Bengtsson - Ulla Borgström - Bengt Böckman - Christina Campbell - Bo Cronqvist - Kaj Engström - Hasse Hasselgren - Jan Pettersson | - Sven-Ingvar Johansson - Hans Johnfors - Christer Malmberg (konstnär) - Mariana Manner - Minako Masui - Bert-Johnny Nilsson - Sune Nordgren - Helmtrud Nyström | - Leif Olausson - Tom Olsson (konstnär) - Mattias Olsson - Nobu Ota Hilding - Gert Sparr - Per Svensson (grafiker) - Henrik Teleman - Hans Verduijn - Bertil Warnolf |